# Bak (Kalinovik, BiH)
Bak je naselje u općini Kalinovik, Republika Srpska, BiH.

## Stanovništvo
Nacionalni sastav stanovništva 1991. godine, bio je sljedeći:
ukupno: 20
- Srbi - 20 (100%)

## Vanjske poveznice
- Satelitska snimka